# Gare de Vernouillet - Verneuil
Pour les articles homonymes, voir Gare de Verneuil.
La gare de Vernouillet - Verneuil est une gare ferroviaire française de la ligne de Paris-Saint-Lazare au Havre. Elle est située place Charles-de-Gaulle, sur le territoire de la commune de Verneuil-sur-Seine, à proximité de Vernouillet, dans le département des Yvelines.

## Situation ferroviaire
Établie à 24 mètres d'altitude, la gare de Vernouillet - Verneuil est située au point kilométrique 34,623 de la ligne de Paris-Saint-Lazare au Havre, entre les gares de Villennes-sur-Seine (s'intercale la halte fermée de Médan) et des Clairières de Verneuil.

## Histoire
La gare est située sur la ligne de Paris-Saint-Lazare au Havre, qui a été ouverte en 1843 sur cette section et a été électrifiée en 1966 en 25 kV - 50 Hz.
Un passage souterrain a d'abord été construit en 1964 pour desservir le quai central (quai B, voies 2 et 3) puis a été rallongé en 1974 pour desservir le quai C (voie 4 et de service) et enfin rallongé en 1984 pour sortir vers le parking de 500 places.

## Fréquentation
De 2015 à 2023, les estimations de la SNCF sont les suivantes :
| Année         | 2015      | 2016      | 2017      | 2018      | 2019      | 2020      | 2021      | 2022      | 2023      |
| ------------- | --------- | --------- | --------- | --------- | --------- | --------- | --------- | --------- | --------- |
| Fréquentation | 2 613 809 | 2 656 414 | 2 684 922 | 2 666 461 | 2 651 189 | 1 192 386 | 2 116 733 | 2 641 905 | 2 811 279 |

## Service des voyageurs

### Accueil
Elle est située à côté de l'école Notre-Dame Les Oiseaux.
Un passage souterrain de 48 mètres de longueur permet l'accès aux quais ainsi qu'à la sortie côté nord vers le parking. Dans le cadre du Schéma directeur d'accessibilité (SDA), les quais ont été rendus accessibles pour les personnes à mobilité réduite (PMR) avec des quais rehaussés à 92 cm au-dessus du plan de roulement et l'installation de quatre ascenseurs d'une capacité de 630 ou 800 kg, à raison d'un par quai.`

### Desserte
La gare est desservie par les trains de la ligne J du Transilien (réseau Paris-Saint-Lazare).

Installations rénovées et desserte en 2017
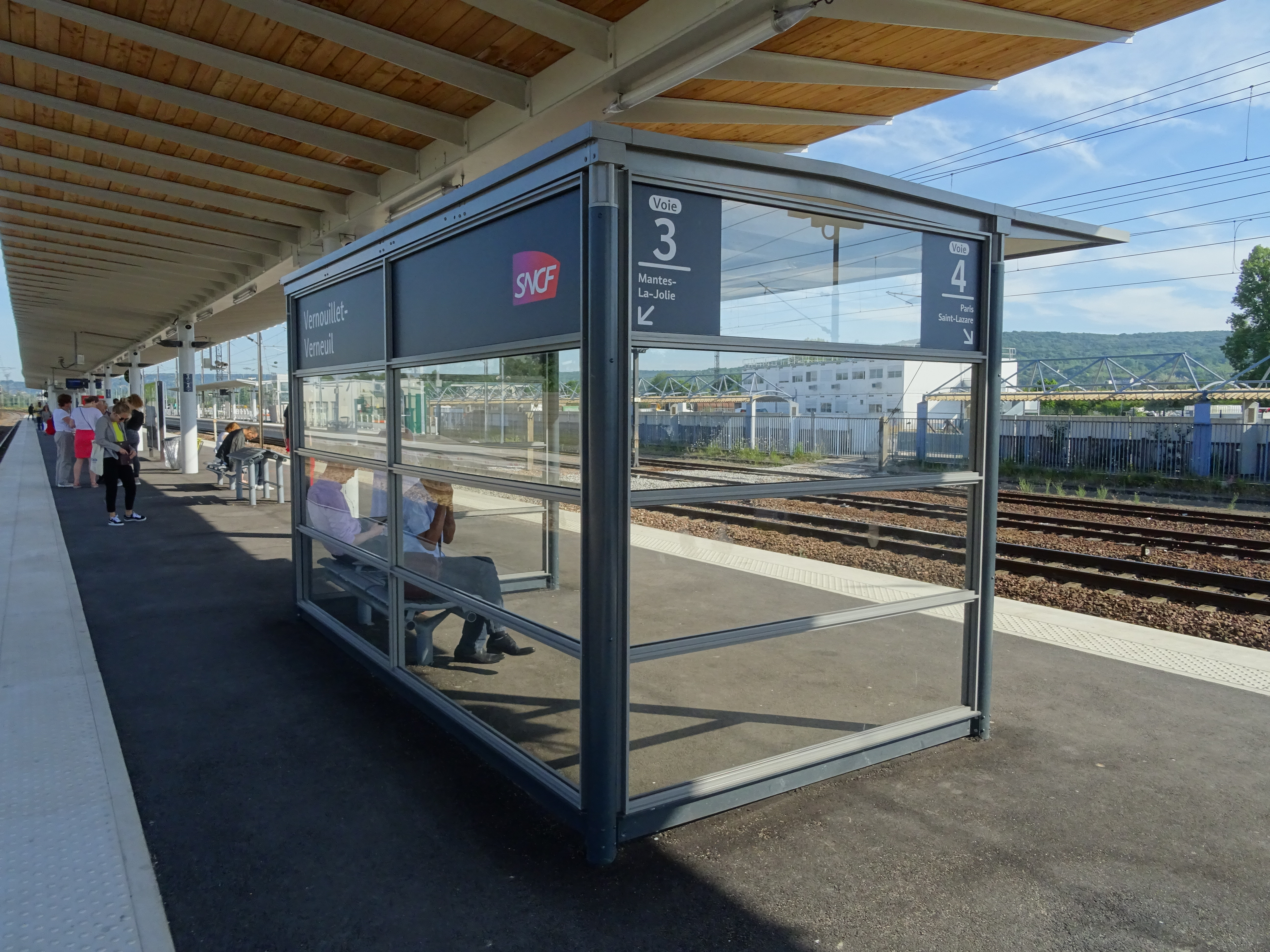
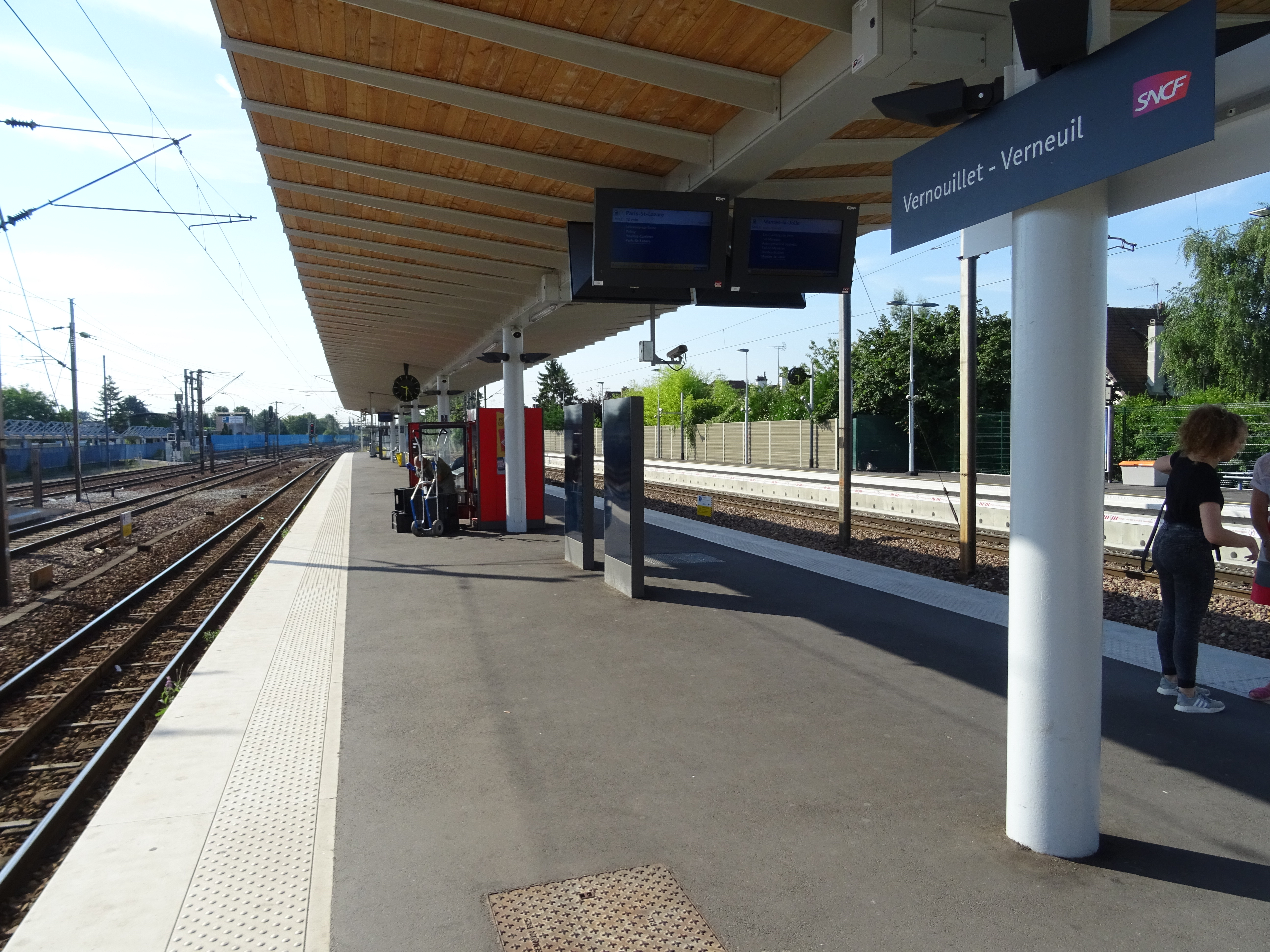
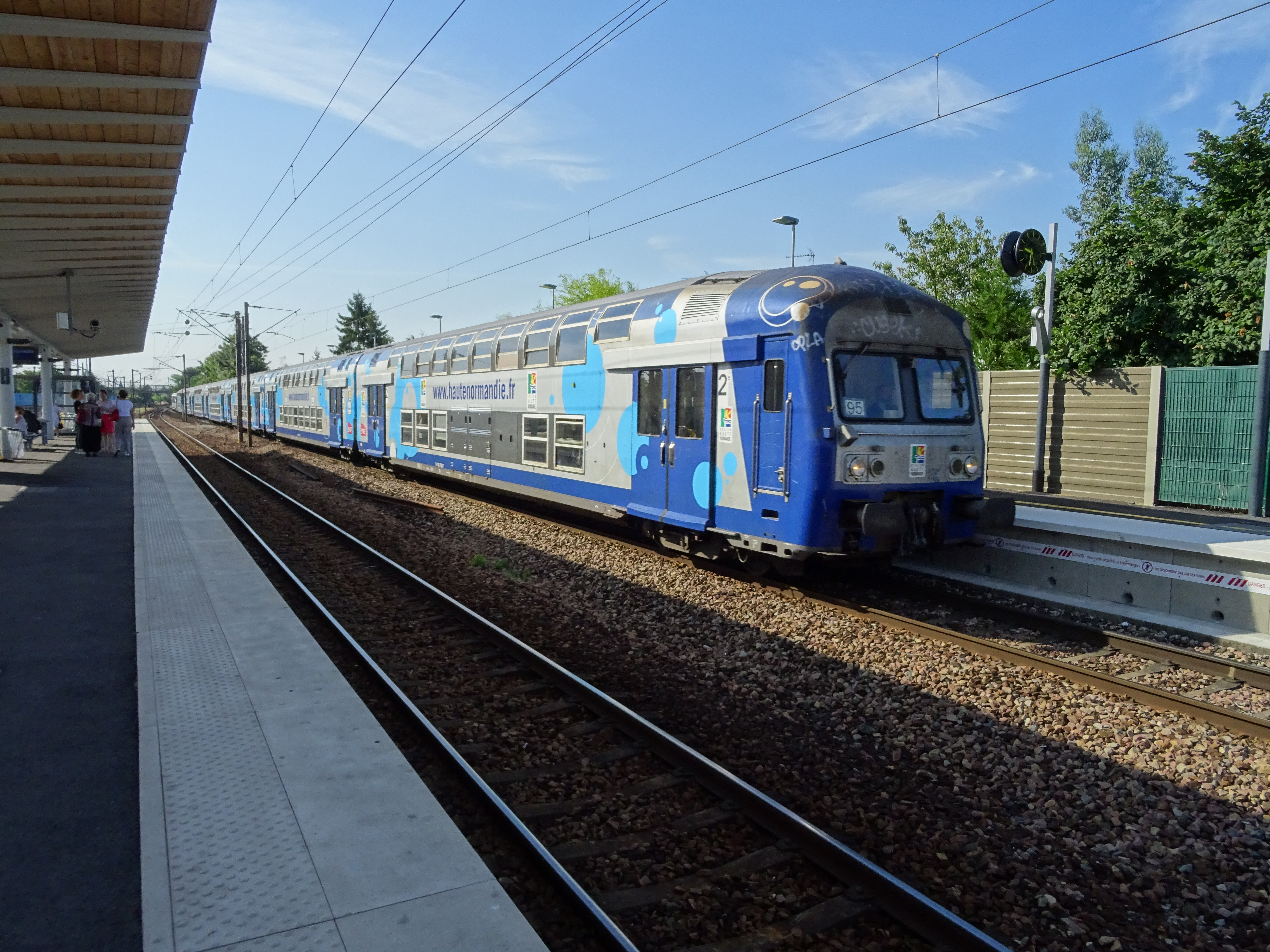

### Intermodalité
Elle dispose d'un parking de 500 places situé sur le côté nord et accessible par le souterrain qui passe sous les voies et quais.
La gare est desservie par les lignes 13, 14, 15, 16, 18, 41, 43, 67, 68, 72, 75, 92, A14 Verneuil et Soirée Vernouillet - Verneuil du réseau de bus de Poissy - Les Mureaux et, la nuit, par la ligne N151 du réseau Noctilien.

## Projet
Il est prévu que la gare soit desservie par la ligne E du RER qui doit être prolongée à l'ouest de Paris pour une ouverture estimée en 2024.